# Michał Kusiak
| 392728 Zdzisławłączny   | 21 agosto 2012    |
| 445917 Ola              | 5 dicembre 2012   |
| 486170 Zolnowska        | 10 dicembre 2012  |
| 486239 Zosiakaczmarek   | 13 dicembre 2012  |
| 495181 Rogerwaters      | 15 agosto 2012    |
| 495253 Hanszimmer       | 30 luglio 2013    |
| 495287 Harari           | 11 settembre 2013 |
| 495759 Jandesselberger  | 10 febbraio 2013  |
| 551231 Żywiec           | 4 gennaio 2013    |
| 555112 Monika           | 30 agosto 2013    |
| 555468 Tokarczuk        | 12 settembre 2013 |
| 559521 Sonbird          | 8 settembre 2012  |
| 560354 Chrisnolan       | 26 novembre 2013  |
| 575195 Carpineti        | 6 dicembre 2012   |
| 576853 Rafalreszelewski | 16 ottobre 2012   |
| 580123 Gedek            | 8 settembre 2012  |
| 593195 Lavinaahmed      | 6 dicembre 2012   |
| 594782 Kacperwierzchoś  | 2 dicembre 2013   |
| 601731 Kukuczka         | 3 agosto 2013     |
| 601916 Sting            | 28 novembre 2013  |
| 604001 Iagiellonica     | 24 febbraio 2014  |
| 606339 Kierpiec         | 24 ottobre 2014   |
| 606701 Golda            | 31 agosto 2013    |
| 622398 Fraser           | 31 agosto 2013    |
| 638676 Žižek            | 1º settembre 2014 |
| 652031 Szczepaniak      | 3 settembre 2013  |
| 652410 Janmarszałek     | 5 dicembre 2013   |
| 661178 Żywiecmed        | 12 agosto 2013    |
| 665079 Tym              | 4 gennaio 2013    |
| 668982 Grechuta         | 20 agosto 2012    |
| 669588 Pazura           | 4 gennaio 2013    |
| 676734 Wójcicki         | 15 settembre 2012 |
| 689822 Anderson         | 3 agosto 2013     |
| 701424 Piotrguzik       | 15 ottobre 2004   |

Michał Kusiak (1986) è un astronomo polacco.
Il Minor Planet Center gli accredita le scoperte di ventiotto asteroidi, effettuate tra il 2012 e il 2014 tutte in collaborazione con Michał Żołnowski.
Inoltre ha scoperto oltre 150 comete SOHO tra cui la 2000º.
Gli è stato dedicato l'asteroide 376574 Michalkusiak.